# Aalenbach (Bühler)
Der Aalenbach, im Unterlauf Äulesbach genannt, ist ein 9,6 km langes Gewässer im nordöstlichen Baden-Württemberg, das unweit Vellberg-Talheim von rechts in die Bühler mündet.

## Geographie

### Ursprung und Verlauf
Der Aalenbach entspringt in dem Zipfel, den der Burgbergwald nordwestlich in Richtung Ilshofen-Eckartshausen ausstreckt, auf etwa 450 m ü. NHN in einer Klinge wenige Schritte südlich der Kreuzung des Forstwegs von Ilshofen-Eckartshausen zum Burgberg mit dem Forstweg von Crailsheim-Ölhaus nach Vellberg-Lorenzenzimmern. Jeweils keinen Kilometer nordwestlich bzw. südöstlich dieser Stelle entspringen die etwas größeren Nachbargewässer Schmerach (zur Bühler) und Maulach (zur Jagst) ebenfalls im Burgbergwald. Ab seiner Quelle läuft der Bach in südwestliche Richtung, diese behält er bis zu seiner Mündung im Großen und Ganzen bei.
Nach etwa 700 m Strecke und etwa 30 m Gefälle tritt der Bach aus seiner Waldklinge heraus und in eine breite und flache Flurbucht ein, nimmt dann gleich von links den etwas längeren Bach aus der Dachsbauklinge auf und passiert anschließend den Gipstagebau im Gänswasen auf seinem rechten Hang, wobei ihn von links ein weiterer Zulauf aus der Teufelsklinge wahrscheinlich des Namens Ackersbach erreicht. Wenig später durchquert er in dort fast unmerklicher Mulde den Weiler Vellberg-Lorenzenzimmern, in dem er auch die L 1040 Oberschmerach–Vellberg schneidet, kurz danach laufen ihm von rechts her erst ein kurzer Graben, dann von links der Brühlbach zu. Seine Talmulde wird nun ausgeprägter, er nimmt nacheinander von rechts den Emersbach und den Razenbach auf, danach von links den Zimmerbach.
Auf seinem rechten Hang stehen dort schon die ersten Häuser des Dorfes Vellberg-Großaltdorf, das mit dem anschließenden Vellberg-Kleinaltdorf zusammengewachsen ist, ihre gemeinsame südwestliche Siedlungsgrenze folgt dem Bach auf fast 2 km halb über der Talmulde. Dabei unterquert dieser zunächst wieder die L 1040, nimmt dann von links den Steppach auf, seinen längsten Nebenfluss am Oberlauf, und schließlich erreicht die K 2665 aus Spaichbühl auf einem Straßendamm über die Talmulde hinweg Kleinaltdorf. Nach der unteren Ortsgrenze fließen ihm bald der Vogelsbach von links und der Mühlenbach von rechts zu, etwas talabwärts dann von rechts der Breitfeldgraben, der am Oberlauf das Gewerbegebiet Vellbergs begrenzt.
Während er auf seiner Strecke in der Flur bis dorthin weithin begradigt, eingeböscht und die Mitte seiner Mulde haltend floss, beginnt er sich nun in enge Wiesenmäander zu legen. So erreicht er, dabei abermals die L 1040 unterquerend, den Vellberger Teilort Talheim, wo ihn von links sein längster Zufluss überhaupt erreicht, der Echtbach. Er zieht noch rechts zu Füßen der Talheimer Siedlung vorbei und wendet sich dann abrupt für die letzten 300 m seines Laufes nach Westen, um dann auf etwa 332 m ü. NHN von rechts in die Bühler zu münden. Zu seiner Linken liegt auf diesem letzten kurzen Abschnitt der kleine Bergstock der Vellberger Stöckenburg mit dem gleichnamigen Höhenweiler.
Zwischen dem Quellklingenaustritt des Aalenbachs und Kleinaltdorf begleitet allenfalls spärliches Ufergehölz den Bach. Das Tal ist gering besiedelt und von landwirtschaftlicher Nutzung geprägt.

### Einzugsgebiet
Das Einzugsgebiet des Aalenbachs umfasst 19,2 km² und liegt, naturräumlich gesehen, im Übergangsbereich von den Schwäbisch-Fränkischen Waldbergen zur Hohenloher und Haller Ebene. Die Quellklinge des Gewässers und die Klingen der linken Zuläufe, auch manche Teile ihrer Erosionsbuchten, liegen im Unterraum Burgberg-Vorhöhen und Speltachbucht, wo sich auch die größeren Höhen befinden, darunter der mit 511,6 m ü. NHN höchste Punkt an der Südostecke auf dem Hackenberg. Der größere übrige Teil des Gebiets im Nordwesten mit fast dem ganzen Lauf liegt dagegen in der Hohenloher und Haller Ebene, bis zwischen Kleinaltdorf und dem Industriegebiet Talheim-Kleinaltdorf in deren dem Bergland vorgelagertem Unterraum Haller Ebene, danach – weil der Aalenbach im stumpfen Winkel der Bühler entgegenläuft – im Unterraum  Vellberger Bucht, der Austrittsbucht der Bühler aus den Schwäbisch-Fränkischen Waldbergen.
Im Nordwesten und Norden grenzt das Einzugsgebiet an das der Schmerach, im Nordosten kurz an das der Maulach, im Osten konkurriert die Speltach, im Süden der bei Vellberg-Eschenau in die Bühler mündende (Schneckenweiler) Lanzenbach. Westlich der Wasserscheide streben einige eher kurze Gewässer geradewegs zur Bühler, vor allem der Binsenwiesenbach und der Bach durch die Kappisklinge.
Der Aalenbach ist ein Stufenrandgewässer, das dicht vor dem Nordwestrand des Burgbergwaldes verläuft. Den meisten Zulauf erfährt er folglich von links, vor allem aus drei relativ langen Zuflüssen (Bach durch die Teufelsklinge/Ackersbach, Steppach, Echtbach), die in das angrenzende Hochland weite Buchten oder steile Klingen eingegraben haben. Die Steppach zapft dabei von oben her mehr und mehr den (Frankenhardt-Bonolzhofer) Seebach an, einen Zweig des rechten Oberlaufes Buchbach der Speltach. Vom Nordhang des Hackenberges zum südlichen Echtbach-Oberlauf Seebach hinunter rutschen von Zeit zu Zeit Hangteile ab; die starke Erosion am nördlichen Echtbach-Oberlauf Hilpertsklingenbach ist von einer am rechten oberen Klingenhang verlaufenden Forststraße aus unschwer einzusehen.

### Zuflüsse und Seen
Hierarchische Liste der Zuflüsse und  Seen jeweils von der Quelle zur Mündung. Gewässerlänge, Seefläche, Einzugsgebiet und Höhe nach den entsprechenden Layern auf der Onlinekarte der LUBW. Andere Quellen für die Angaben sind vermerkt.
Quelle des Aalenbachs im nordwestlichen Burgbergwald auf etwa 450 m ü. NHN im Gewann Rennschlag wenig südsüdwestlich eines Waldwegesterns in einer Klinge auf der Gemarkung des Stadtteils Roßfeld von Crailsheim.
- (Bach durch die Dachsbauklinge), von links im Gewann Wolfsee östlich von Vellberg-Lorenzenzimmern, 0,8 km.
- (Bach durch die Teufelsklinge, wahrscheinlich Ackersbach), von links gegenüber dem Gewann Gänswasen östlich von Lorenzenzimmern, 1,7 km und 1,2 km².
- (Graben wenig westlich und parallel zur L 1040 bei Vellberg-Lorenzenzimmern), von rechts dicht nach Lorenzenzimmern, 0,4 km.[LUBW 7]
- Brühlbach, von links kurz nach Vellberg-Lorenzenzimmern, 0,9 km.
- Emersbach, von rechts zwischen Lorenzenzimmern und Vellberg-Großaltdorf, 0,6 km.
- Razenbach, von rechts am östlichen Ortsrand von Großaltdorf, 1,4 km.
- Zimmerbach, von links gegenüber dem östlichen Ortsrand von Großaltdorf, 1,6 km.
- Steppach, von links gegenüber Vellberg-Kleinaltdorf, 2,6 km und 2,1 km².
  - (Bach vom Königsbrunnen), von links am Waldaustritt zu Füßen der Steige der K 2665, ca. 0,7 km.[LUBW 7]
- (Graben längs der K 2665), von links gegenüber Kleinaltdorf, 0,4 km.[LUBW 7]
- Vogelsbach, von links unterhalb von Kleinaltdorf, 0,8 km.[LUBW 7]
- Mühlenbach, von rechts kurz nach dem vorigen, 0,9 km.
- (Graben aus dem Gewann Unteres Breitfeld), von rechts, 0,5 km.[LUBW 7] Unbeständig.
- Breitfeldgraben, von rechts bei Vellberg-Sonnenhof, 0,9 km und ca. 0,5 km².
- (Quellabfluss im Gewann Käsäcker), von rechts, 0,2 km.[LUBW 7] Unbeständig.
- Echtbach, von links in Vellberg-Talheim, 3,2 km (mit Oberlauf Hilpertsklingenbach) und 3,9 km². Fließt bei Vellberg-Hilpert auf etwa 382 m ü. NHN aus seinen Oberläufen zusammen.
  - Hilpertsklingenbach, rechter Oberlauf, 1,4 km und ca. 0,6 km².[LUBW 8]
  - Seebach, linker Oberlauf, 1,2 km und ca. 0,9 km².[LUBW 8]
    -  Durchfließt einen Stauteich, unter 0,2 ha.
    - (Bach vom Hackenberg), von links und Süden gegenüber dem vorderen Sporn des Neubergs, 0,6 km und unter 0,1 km².[LUBW 8]

  - (Bach durch die Brunnenklinge), von rechts südwestlich von Vellberg-Hilpert, 1,7 km und ca. 0,8 km².[LUBW 8]

Mündung des Aalenbachs auf etwa 332 m ü. NHN von rechts und zuletzt Osten in die Bühler bei Vellberg-Stöckenburg. Der Aalenbach ist 9,6 km lang und hat ein 19,2 km² großes Einzugsgebiet.

### Gemeinden und Orte
Nach dem ersten halben Kilometer im Wald, der auf Crailsheimer Gemarkung liegt, wechselt der Aalenbach auf die Stadtgemarkung von Vellberg und verbleibt in ihr bis zur Mündung. Am Einzugsgebiet hat noch Frankenhardt östlich von Vellberg-Talheim einen kleinen Anteil, mit Berg und Forsthaus Neuberg; zu Ilshofen gehören unbedeutende Zwickel im Westen und Nordwesten.
Unmittelbar am Lauf liegen nacheinander die folgenden Orte der Kleinstadt Vellberg:
- Lorenzenzimmern (Weiler)
- Großaltdorf (Dorf, rechts)
- Kleinaltdorf (Weiler, rechts, zusammengewachsen mit dem vorigen)
- Sonnenhof (Aussiedlerhof, rechts am Unterhang)
- Industrie- und Gewerbegebiet Talheim-Großaltdorf (rechts am Mittelhang)
- Talheim (Gemeindeteil, vorwiegend links)
- Stöckenburg (Weiler auf linkem Mündungssporn Stöckenburg)

## Geologie
Der Aalenbach entspringt im Gipskeuper (Grabfeld-Formation) des Burgbergwaldes und läuft etwa ab Vellberg-Lorenzenzimmern größtenteils im Lettenkeuper (Erfurt-Formation). Bei Kleinaltdorf schneidet sich das Bachbett auf einer Strecke von ungefähr einem Kilometer in den Oberen Muschelkalk. Am Knick kurz vor seiner Mündung quert ihn die Vellberger Verwerfung, dort wechselt er endgültig in den Oberen Muschelkalk.
Oberhalb der unmittelbaren Talmulde liegt linksseits an und auf der Höhenstufe zum Keuperbergland des Burgbergwaldes weit überwiegend Gipskeuper, in einigen Höhenlagen seinerseits noch bedeckt von Schilfsandstein (Stuttgart-Formation) und am Südosteck sogar noch über einem Hang aus Unteren Bunten Mergeln (Steigerwald-Formation) einer kleinen Schichtinsel des Kieselsandsteins (Hassberge-Formation). Die niedrigeren Hänge rechtsseits erreichen nach dem Klingenaustritt des Baches allenfalls den Gipskeuper. der seinerseits zwischen Lorenzenzimmern und Vellberg weithin mit Lösssediment aus quartärer Ablagerung überdeckt ist.
An den Hängen oder den Randbergen des Aalenbaches gibt es mehrere Stellen, wo Gips abgebaut wurde oder noch wird: Östlich von Lorenzenzimmern auf dem rechten Hangfuß im „Gänswasen“ ist ein kleinerer, aktiver Bruch. Nordwestlich Lorenzenzimmerns liegt ein schon aufgelassener Gipsbruch, der heute ein verbuschendes Naturschutzgebiet ist. Zwischen Großaltdorf und Talheim wird westlich des Tals an der Westseite des Äulesberg-Kuppe ein weithin sichtbarer Tagebau betrieben, an der Kreuzhalde auf der linken Talseite gegenüber gewinnt man aus einem Stollen bergmännisch Anhydrit.
Im Ortsbereich von Talheim folgt ein heute gefasster, kurzer Zufluss des Echtbachs dem Sträßchen von Hilpert her, er entspringt im Grenzbereich von Gipskeuper und Lettenkeuper und hat dort eine längere Kalksinterbank geschaffen.

### LUBW
Amtliche Online-Gewässerkarte mit passendem Ausschnitt und den hier benutzten Layern: Lauf und Einzugsgebiet des Aalenbachs

Allgemeiner Einstieg ohne Voreinstellungen und Layer: Daten- und Kartendienst der Landesanstalt für Umwelt Baden-Württemberg (LUBW) (Hinweise)
1. 1 2 3  Höhe nach dem Höhenlinienbild auf dem Hintergrundlayer Topographische Karte.
2. 1 2  Länge nach dem Layer Gewässernetz (AWGN).
3. ↑  Einzugsgebiet aufsummiert aus den Teileinzugsgebieten nach dem Layer Basiseinzugsgebiet (AWGN).
4. ↑  Höhe nach grauer Beschriftung auf dem Hintergrundlayer Topographische Karte.
5. ↑  Seefläche nach dem Layer Stehende Gewässer.
6. ↑  Einzugsgebiet nach dem Layer Basiseinzugsgebiet (AWGN).
7. 1 2 3 4 5 6  Länge abgemessen auf dem Hintergrundlayer Topographische Karte.
8. 1 2 3 4  Einzugsgebiet abgemessen auf dem Hintergrundlayer Topographische Karte.

### Andere Belege
1. ↑  Modellierte Werte nach Abfluss-BW Gewässerknoten MQ/MNQ
2. ↑  Wolf-Dieter Sick: Geographische Landesaufnahme: Die naturräumlichen Einheiten auf Blatt 162 Rothenburg o. d. Tauber. Bundesanstalt für Landeskunde, Bad Godesberg 1962. → Online-Karte (PDF; 4,7 MB)
3. ↑  Eigene Beobachtung.
4. ↑  Geologische Karte 1:25.000 6825 Ilshofen.
5. ↑  Geologische Karte 1:25.000 6925 Obersontheim.
6. ↑  Geologie nach den Layern zu Geologische Karte 1:50.000 auf: Mapserver des Landesamtes für Geologie, Rohstoffe und Bergbau (LGRB) (Hinweise)
7. ↑  LGRB Baden-Württemberg, Steckbrief Geotope, Gipsbruch Lorenzenzimmern (PDF, 302 KB).
8. ↑  LGRB Baden-Württemberg, Steckbrief Geotope, Gipsgrube Äulesberg (PDF, 813 KB).
9. ↑  Anhydritbergwerk Kreuzhalde nach den Layern zu Rohstoffgeologie auf: Mapserver des Landesamtes für Geologie, Rohstoffe und Bergbau (LGRB) (Hinweise).
10. ↑  Erläuterungen zur Geologischen Karte 1:25.000, Blatt 6925, S. 41.